# Впереди — крутой поворот
«Впереди — крутой поворот» — советский чёрно-белый художественный фильм, поставленный на киностудии «Беларусьфильм» в 1960 году режиссёром Ричардом Викторовым.

## Краткое содержание
Разыскивают водителя, сбившего на шоссе женщину. Подозревается инженер Пётр Сергеев. Но Сергеев, случайно обронивший фотокарточку своей невесты Ирины у места происшествия, не совершал преступления. Увидев лежащую на шоссе женщину, он уехал, чтобы не ввязываться в историю, хотя своевременная помощь могла бы её спасти. Через некоторое время к следователю приходит шофёр автопарка Андрей и сознаётся в своей причастности к ночному происшествию. Он готов нести наказание, однако Снегирёва успевает сказать следователю, что, не заметив прицепа МАЗа, по своей вине попала под его колёса. Врачи не смогли спасти Снегирёву, а оставшуюся сиротой девочку взяла к себе Ирина. Она не поняла и не простила Петра.

## В ролях
- Лев Круглый — Андрей, водитель автобазы
- Роза Макагонова — Татьяна, медсестра
- Софья Павлова — Ирина Максимовна Кардаш, учительница
- Юрий Дедович — Пётр Антонович Сергеев
- Татьяна Алексеева — Антонина Сергеевна Снегирева, радиожурналистка
- Николай Ерёменко-ст. — Николай Николаевич Радевич, инспектор дорожной службы
- Александр Кистов — Алексей Федорович Лукашонок

Титр с названием

- Таня Бейнерович — Вера Снегирева
- Игорь Белюс — Васька

## Съёмочная группа
- Автор сценария — Аркадий Мовзон
- Режиссёр-постановщик — Ричард Викторов
- Оператор — Израиль Пикман
- Режиссёр — Лев Дурасов
- Художник-постановщик — Юрий Альбицкий
- Композитор — Юрий Бельзацкий